# Franz Joseph von Bülow
Franz Vollrath Carl Wilhelm Joseph von Bülow (Frankfurt am Main, 11 de setembro de 1861 - Dresden, 18 de outubro de 1915) foi um autor alemão, primeiro-tenente e ativista homossexual.

## Vida
Seu pai era Bernhard Vollrath von Bülow, moço de câmara de Grão-Ducado de Mecklemburgo-Schwerin.
Em 1890, Bülow foi promovido a tenente. No mesmo ano ele deixou o exército e foi para a área colonial alemã Sudoeste Africano Alemão. Nos anos seguintes, escreveu um livro sobre suas impressões do lugar, sobre a política de Cecil Rhodes e o genocídio dos hererós e namaquas. Bülow ficou cego com um ferimento à bala e voltou para a Alemanha. Em 1898, casou-se com a divorciada condessa Konstanze Beust, mas se separou após um ano.
De acordo com Magnus Hirschfeld, Bülow foi um dos co-fundadores do Comitê Científico-Humanitário, junto de Eduard Oberg e Max Spohr. Bülow mudou-se para Veneza por volta de 1900, onde a homossexualidade não era criminalizada, como era pelo Império Alemão. Bülow morou no Palazzo Tiepolo, perto de San Polo, no Grande Canal. Após o início da Primeira Guerra Mundial, Bülow deixou Veneza e voltou para a Alemanha.
Morreu em outubro de 1915 em Dresden.

## Obras
- Werner Tabel: Erlebnisschilderungen von Soldaten und Siedlern aus der Kolonial- und Mandatszeit Südwestafrikas. In: Afrikanischer Heimatkalender 1976. S. 85–120.
- Bernd-Ulrich Hergemöller: Biographisches Lexikon zur Geschichte von Freundesliebe und mannmännlicher Sexualität im deutschen Sprachraum. Hamburg, MännerschwarmSkript Verlag, 1998. S. 161–162.
- Jens Kruse: Reiseberichte aus den deutschen Kolonien: Das Bild vom „Eingeborenen“ in Reiseberichten der deutschen Kolonialzeit 1884–1918. GRIN-Verlag, 2007. ISBN 978-3-638-70704-6.